# سئوسا
سئوسا (به لاتین: Seoca) یک منطقهٔ مسکونی در مونته‌نگرو است که در شهرداری بار واقع شده‌است. سئوسا ۳۴ نفر جمعیت دارد.